# Lohvîțea
Lohvîțea (în ucraineană Лохвиця) este orașul raional de reședință al raionului Lohvîțea din regiunea Poltava, Ucraina. În afara localității principale, mai cuprinde și satul Krînîțea.

## Demografie
Componența lingvistică a orașului Lohvîțea
     Ucraineană (96,65%)
     Rusă (3,09%)
     Alte limbi (0,12%)
Conform recensământului din 2001, majoritatea populației orașului Lohvîțea era vorbitoare de ucraineană (96,65%), existând în minoritate și vorbitori de rusă (3,09%).